# 비철금속
비철금속(非鐵金屬, 영어: non-ferrous metal)은 철 및 철을 주성분으로 한 합금(철강재료) 이외의 모든 금속을 가리키는 말이다.
화학적 분류로는 Fe 이외의 모든 금속원소를 가리키는 명칭으로도 쓰인다.

## 정의
광의의 비철금속은 철 이외의 모든 금속을 말하며 그 종류가 대단히 많다. 대표적인 것으로는 구리(銅)·납(鉛)·아연(亞鉛)·주석(朱錫) 등을 들 수 있다. 구리광은 미국·칠레·러시아·잠비아·캐나다·콩고 등지에 편재해 있다. 미국은 세계 총생산고의 1／5을 생산하면서도 부족한 상태에 있다. 납과 아연은 일반적으로 함께 산출된다. 납은 축전지, 전선의 피복재(被覆材), 아연은 아연철판, 도금용으로 사용한다. 세계의 납은 주로 미국·러시아·오스트레일리아 등지에서, 아연은 미국·러시아·캐나다 등지에서 생산된다. 한국에서도 구리·납·아연의 생산량이 증가하고 있다.주석은 통조림공업의 발달과 양철용으로 그 수요가 증대한 금속이다. 그 자원은 말레이지아·볼리비아·인도네시아에 편재해 있는데 국제카르텔의 힘이 커서 국제가격의 변동이 심한 데다가 개발이 곤란한 점 등으로 세계적으로 부족한 상태가 계속되고 있다.

## 구체적인 예
구리, 아연, 황동, 청동, 금, 은, 알루미늄, 타이타늄, 텅스텐, 니켈, 몰리브덴, 코발트, 마그네슘, 하이드로날륨, 두랄루민 등이 있다. 또한 비철금속이 혼합된 합금(알루미늄 합금, 타이타늄 합금 등)도 있다.